# Centrotoclytus canalis
Centrotoclytus canalis là một loài bọ cánh cứng trong họ Cerambycidae.